# Kroatisch voetbalelftal in 2014
Het Kroatisch voetbalelftal speelde in totaal twaalf officiële interlands in het jaar 2014. De selectie stond onder leiding van de Kroaat Niko Kovač, de opvolger van de in 2013 ontslagen Igor Štimac.

## Balans
| Wedstrijden | Wedstrijden | Wedstrijden | Wedstrijden | Doelpunten | Doelpunten | Doelpunten |
| Gespeeld    | Winst       | Gelijk      | Verlies     | Voor       | Tegen      | Saldo      |
| ----------- | ----------- | ----------- | ----------- | ---------- | ---------- | ---------- |
| 12          | 7           | 2           | 3           | 24         | 12         | +12        |

## Interlands
|                                                              |                                 |       |                               |                                                                                         |
| 5 maart Vriendschappelijk № 251 «onderlinge duels» 20:30 uur | Zwitserland                     | 2 – 2 | Kroatië                       | AFG Arena, Sankt Gallen Toeschouwers: 15.000 Scheidsrechter: Miguel Hugo Perreira (POR) |
| 5 maart Vriendschappelijk № 251 «onderlinge duels» 20:30 uur | Josip Drmić 34' Josip Drmić 41' |       | 39' Ivica Olić 54' Ivica Olić | AFG Arena, Sankt Gallen Toeschouwers: 15.000 Scheidsrechter: Miguel Hugo Perreira (POR) |

|                                                             |                                   |       |                             |                                                                                   |
| 31 mei Vriendschappelijk № 252 «onderlinge duels» 16:00 uur | Kroatië                           | 2 – 1 | Mali                        | Stadion Gradski vrt, Osijek Toeschouwers: 15.212 Scheidsrechter: István Vad (HUN) |
| 31 mei Vriendschappelijk № 252 «onderlinge duels» 16:00 uur | Ivan Perišić 34' Ivan Perišić 41' |       | 79' Cheick Fantamady Diarra | Stadion Gradski vrt, Osijek Toeschouwers: 15.212 Scheidsrechter: István Vad (HUN) |

|                                                                     |                    |       |           |                                                                                                 |
| 6 juni Vriendschappelijk № 253 «onderlinge duels» 20:00 uur (UTC−3) | Kroatië            | 1 – 0 | Australië | Estádio Roberto Santos, Salvador Toeschouwers: 8.500 Scheidsrechter: Francisco Nascimento (BRA) |
| 6 juni Vriendschappelijk № 253 «onderlinge duels» 20:00 uur (UTC−3) | Nikica Jelavić 58' |       |           | Estádio Roberto Santos, Salvador Toeschouwers: 8.500 Scheidsrechter: Francisco Nascimento (BRA) |

| WK voetbal 2014 |
| --------------- |

|                                                                         |                                          |       |                    | |
| 12 juni WK-eindronde Groep A № 254 «onderlinge duels» 17:00 uur (UTC−3) | Brazilië                                 | 3 – 1 | Kroatië            | Novo Estádio do Corinthians, São Paulo Toeschouwers: 62.103 Scheidsrechter: Yuichi Nishimura (JPN) |
| 12 juni WK-eindronde Groep A № 254 «onderlinge duels» 17:00 uur (UTC−3) | Neymar 29' Neymar 79' (pen.) Oscar 90+1' |       | 11' (e.d.) Marcelo | Novo Estádio do Corinthians, São Paulo Toeschouwers: 62.103 Scheidsrechter: Yuichi Nishimura (JPN) |

|                                                                         |          |                                                                         |         |                                                                                 |
| 18 juni WK-eindronde Groep A № 255 «onderlinge duels» 18:00 uur (UTC−4) | Kameroen | 0 – 4                                                                   | Kroatië | Arena Amazônia, Manaus Toeschouwers: 39.982 Scheidsrechter: Pedro Proença (POR) |
| 18 juni WK-eindronde Groep A № 255 «onderlinge duels» 18:00 uur (UTC−4) |          | 11' Ivica Olić 48' Ivan Perišić 61' Mario Mandžukić 73' Mario Mandžukić |         | Arena Amazônia, Manaus Toeschouwers: 39.982 Scheidsrechter: Pedro Proença (POR) |

|                                                                         |                  |       |                                                             |                                                                                         |
| 23 juni WK-eindronde Groep A № 256 «onderlinge duels» 17:00 uur (UTC−3) | Kroatië          | 1 – 3 | Mexico                                                      | Arena Cidade da Copa, Recife Toeschouwers: 41.212 Scheidsrechter: Ravshan Irmatov (UZB) |
| 23 juni WK-eindronde Groep A № 256 «onderlinge duels» 17:00 uur (UTC−3) | Ivan Perišić 87' |       | 72' Rafael Márquez 75' Andrés Guardado 82' Javier Hernández | Arena Cidade da Copa, Recife Toeschouwers: 41.212 Scheidsrechter: Ravshan Irmatov (UZB) |

|  |  |  |  |  |  |  |  |  |

|                                                              |                                         |       |        |                                                                                  |
| 4 september Vriendschappelijk № 257 «onderlinge duels» 20:00 | Kroatië                                 | 2 – 0 | Cyprus | Stadion Aldo Drosina, Pula Toeschouwers: 6.000 Scheidsrechter: Marco Guida (ITA) |
| 4 september Vriendschappelijk № 257 «onderlinge duels» 20:00 | Mario Mandžukić 17' Mario Mandžukić 58' |       |        | Stadion Aldo Drosina, Pula Toeschouwers: 6.000 Scheidsrechter: Marco Guida (ITA) |

|                                                                    |                                     |       |       |                                                                                        |
| 9 september EK-kwalificatie Groep H № 258 «onderlinge duels» 20:45 | Kroatië                             | 2 – 0 | Malta | Maksimirstadion, Zagreb Toeschouwers: 8.333 Scheidsrechter: Vladislav Bezborodov (RUS) |
| 9 september EK-kwalificatie Groep H № 258 «onderlinge duels» 20:45 | Luka Modrić 46' Andrej Kramarić 81' |       |       | Maksimirstadion, Zagreb Toeschouwers: 8.333 Scheidsrechter: Vladislav Bezborodov (RUS) |

|                                                                               |           |                            |         |                                                                                            |
| 10 oktober EK-kwalificatie Groep H № 259 «onderlinge duels» 21:45 uur (UTC+2) | Bulgarije | 0 – 1                      | Kroatië | Vasil Levski Stadion, Sofia Toeschouwers: 29.733 Scheidsrechter: Antonio Mateu Lahoz (ESP) |
| 10 oktober EK-kwalificatie Groep H № 259 «onderlinge duels» 21:45 uur (UTC+2) |           | 36' (e.d.) Nikolay Bodurov |         | Vasil Levski Stadion, Sofia Toeschouwers: 29.733 Scheidsrechter: Antonio Mateu Lahoz (ESP) |

|                                                                       | |       |              |                                                                                       |
| 13 oktober EK-kwalificatie Groep H № 260 «onderlinge duels» 20:45 uur | Kroatië | 6 – 0 | Azerbeidzjan | Stadion Gradski vrt, Osijek Toeschouwers: 16.000 Scheidsrechter: Stephan Studer (SUI) |
| 13 oktober EK-kwalificatie Groep H № 260 «onderlinge duels» 20:45 uur | Andrej Kramarić 11' Ivan Perišić 34' Ivan Perišić 45' Marcelo Brozović 45+1' Luka Modrić 56' (pen.) Rashad Sadygov 61' (e.d.) |       |              | Stadion Gradski vrt, Osijek Toeschouwers: 16.000 Scheidsrechter: Stephan Studer (SUI) |

|                                                                        |                                              |       |                   |                                                                                 |
| 12 november Vriendschappelijk № 261 «onderlinge duels» 19:45 uur (UTC) | Argentinië                                   | 2 – 1 | Kroatië           | Boleyn Ground, Londen Toeschouwers: 25.000 Scheidsrechter: Andre Marriner (ENG) |
| 12 november Vriendschappelijk № 261 «onderlinge duels» 19:45 uur (UTC) | Cristian Ansaldi 49' Lionel Messi 57' (pen.) |       | 11' Anas Sharbini | Boleyn Ground, Londen Toeschouwers: 25.000 Scheidsrechter: Andre Marriner (ENG) |

|                                                                        |                      |       |                  |                                                                                         |
| 16 november EK-kwalificatie Groep H № 262 «onderlinge duels» 20:45 uur | Italië               | 1 – 1 | Kroatië          | Stadio Giuseppe Meazza, Milaan Toeschouwers: 63.222 Scheidsrechter: Björn Kuipers (NED) |
| 16 november EK-kwalificatie Groep H № 262 «onderlinge duels» 20:45 uur | Antonio Candreva 11' |       | 15' Ivan Perišić | Stadio Giuseppe Meazza, Milaan Toeschouwers: 63.222 Scheidsrechter: Björn Kuipers (NED) |

## FIFA-wereldranglijst
| JAN | FEB | MAA | APR | MEI | JUN | JUL | AUG | SEP | OKT | NOV | DEC |
| --- | --- | --- | --- | --- | --- | --- | --- | --- | --- | --- | --- |
| 16  | 16  | 16  | 20  | 20  | 18  | 17  | 16  | 19  | 14  | 19  | 19  |

## Statistieken
| Stipe Pletikosa     | 1979-01-08 | FK Rostov                | 5  | 0 | 0 | 114 | 0  |
| Danijel Subašić     | 1984-08-27 | AS Monaco                | 6  | 0 | 0 | 11  | 0  |
| Lovre Kalinić       | 1993-04-03 | HNK Hajduk Split         | 1  | 0 | 0 | 1   | 0  |
| Ivan Vargić         | 1987-03-15 | HNK Rijeka               | 0  | 1 | 0 | 1   | 0  |
| Oliver Zelenika     | 1993-05-14 | NK Lokomotiva Zagreb     | 0  | 0 | 0 | 0   | 0  |
| Verdediging         |            |                          |    |   |   |     |    |
| Darijo Srna         | 1982-05-01 | FK Sjachtar Donetsk      | 11 | 0 | 0 | 121 | 21 |
| Vedran Ćorluka      | 1986-02-05 | Lokomotiv Moskou         | 10 | 0 | 0 | 80  | 4  |
| Dejan Lovren        | 1989-07-05 | Liverpool FC             | 7  | 0 | 0 | 30  | 2  |
| Šime Vrsaljko       | 1992-01-10 | US Sassuolo              | 3  | 2 | 0 | 10  | 0  |
| Domagoj Vida        | 1989-04-29 | FC Dynamo Kiev           | 5  | 1 | 0 | 27  | 1  |
| Gordon Schildenfeld | 1985-03-18 | Panathinaikos FC         | 1  | 1 | 0 | 21  | 0  |
| Hrvoje Milić        | 1989-05-10 | FK Rostov                | 2  | 1 | 0 | 6   | 0  |
| Ivan Strinić        | 1987-07-17 | FC Dnipro Dnipropetrovsk | 1  | 0 | 0 | 33  | 0  |
| Tin Jedvaj          | 1985-11-28 | Bayer 04 Leverkusen      | 1  | 1 | 0 | 2   | 0  |
| Igor Bubnjić        | 1992-07-17 | Udinese Calcio           | 0  | 0 | 0 | 2   | 0  |
| Marin Leovac        | 1988-08-07 | HNK Rijeka               | 1  | 0 | 0 | 1   | 0  |
| Marko Lešković      | 1991-04-27 | HNK Rijeka               | 1  | 0 | 0 | 1   | 0  |
| Matej Mitrović      | 1993-11-10 | HNK Rijeka               | 0  | 1 | 0 | 1   | 0  |
| Ivan Tomečak        | 1989-12-07 | HNK Rijeka               | 0  | 1 | 0 | 1   | 0  |
| Middenveld          |            |                          |    |   |   |     |    |
| Ivan Rakitić        | 1988-03-10 | FC Barcelona             | 9  | 1 | 0 | 69  | 9  |
| Luka Modrić         | 1985-09-09 | Real Madrid CF           | 9  | 2 | 2 | 83  | 10 |
| Mateo Kovačić       | 1994-05-06 | FC Internazionale Milano | 8  | 4 | 0 | 19  | 0  |
| Danijel Pranjić     | 1981-12-02 | Panathinaikos FC         | 7  | 0 | 0 | 55  | 0  |
| Marcelo Brozović    | 1992-11-16 | GNK Dinamo Zagreb        | 6  | 1 | 1 | 7   | 1  |
| Sammir              | 1987-04-23 | Getafe CF                | 2  | 1 | 0 | 7   | 0  |
| Alen Halilović      | 1996-06-18 | FC Barcelona B           | 2  | 2 | 0 | 7   | 0  |
| Ognjen Vukojević    | 1983-12-20 | GNK Dinamo Zagreb        | 1  | 1 | 0 | 55  | 4  |
| Mate Maleš          | 1989-01-13 | HNK Rijeka               | 1  | 0 | 0 | 1   | 0  |
| Mario Pašalić       | 1995-02-09 | Elche CF                 | 0  | 1 | 0 | 1   | 0  |
| Niko Kranjčar       | 1984-08-13 | FC Dynamo Kiev           | 0  | 0 | 0 | 81  | 16 |
| Milan Badelj        | 1989-02-25 | Hamburger SV             | 1  | 1 | 0 | 11  | 1  |
| Ivo Iličević        | 1986-11-04 | Hamburger SV             | 0  | 0 | 0 | 8   | 1  |
| Domagoj Antolić     | 1990-06-30 | GNK Dinamo Zagreb        | 1  | 0 | 0 | 1   | 0  |
| Mato Jajalo         | 1988-05-25 | HNK Rijeka               | 0  | 1 | 0 | 1   | 0  |
| Marko Rog           | 1995-07-19 | RNK Split                | 0  | 1 | 0 | 1   | 0  |
| Ivan Močinić        | 1993-04-30 | HNK Rijeka               | 0  | 0 | 0 | 0   | 0  |
| Aanval              |            |                          |    |   |   |     |    |
| Ivan Perišić        | 1989-02-02 | VfL Wolfsburg            | 8  | 1 | 7 | 35  | 8  |
| Ivica Olić          | 1979-09-14 | VfL Wolfsburg            | 7  | 4 | 3 | 100 | 19 |
| Mario Mandžukić     | 1986-05-21 | Atlético Madrid          | 8  | 2 | 4 | 57  | 17 |
| Nikica Jelavić      | 1985-08-27 | Hull City AFC            | 3  | 3 | 1 | 36  | 6  |
| Eduardo da Silva    | 1983-02-25 | CR Flamengo              | 1  | 3 | 0 | 64  | 29 |
| Andrej Kramarić     | 1991-06-19 | HNK Rijeka               | 2  | 2 | 2 | 4   | 2  |
| Ante Rebić          | 1993-09-21 | RB Leipzig               | 0  | 5 | 0 | 8   | 1  |
| Duje Čop            | 1990-02-01 | GNK Dinamo Zagreb        | 1  | 1 | 0 | 2   | 0  |
| Marko Pjaca         | 1995-05-06 | GNK Dinamo Zagreb        | 0  | 1 | 0 | 1   | 0  |
| Leon Benko          | 1983-11-11 | FK Sarajevo              | 0  | 0 | 0 | 4   | 0  |
| Anas Sharbini       | 1987-02-21 | HNK Rijeka               | 1  | 0 | 1 | 2   | 1  |

## Afbeeldingen

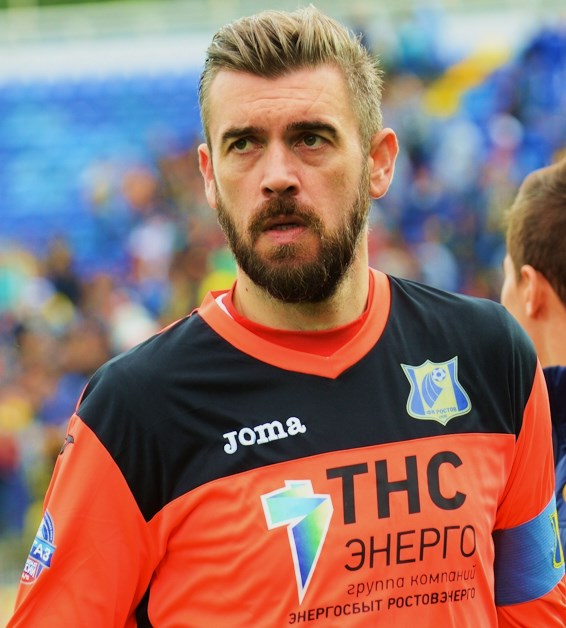
Stipe Pletikosa (doelman)
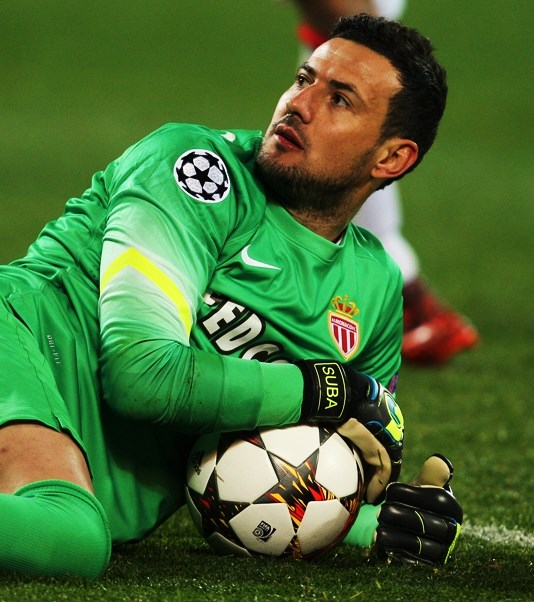
Danijel Subašić (doelman)
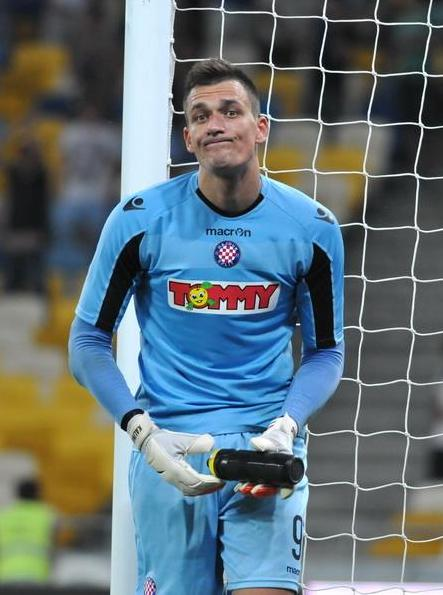
Lovre Kalinić (doelman)
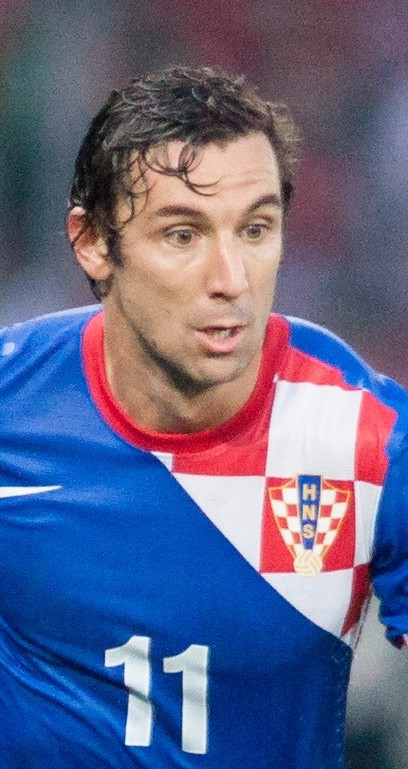
Darijo Srna (verdediger)
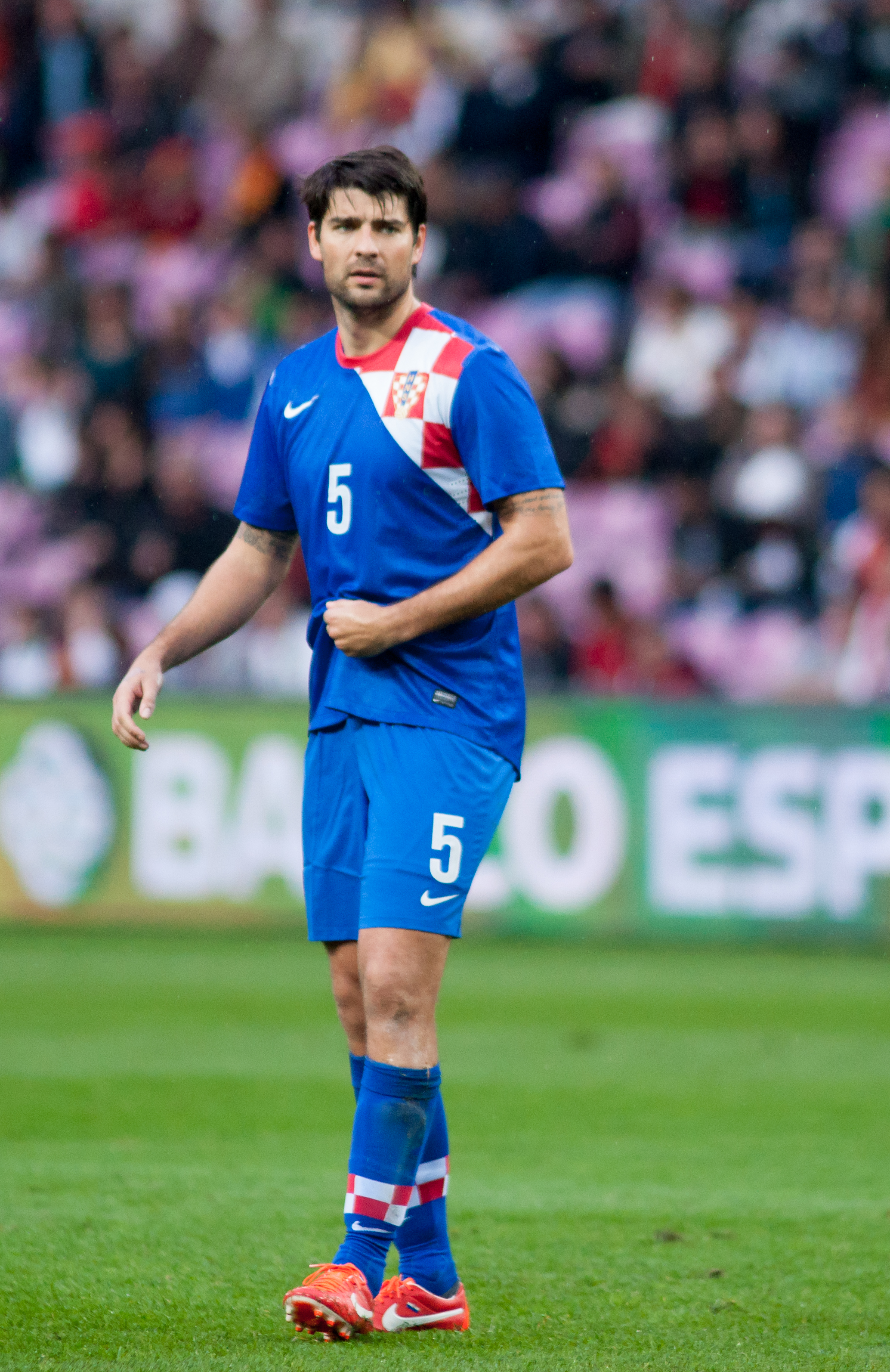
Vedran Ćorluka (verdediger)
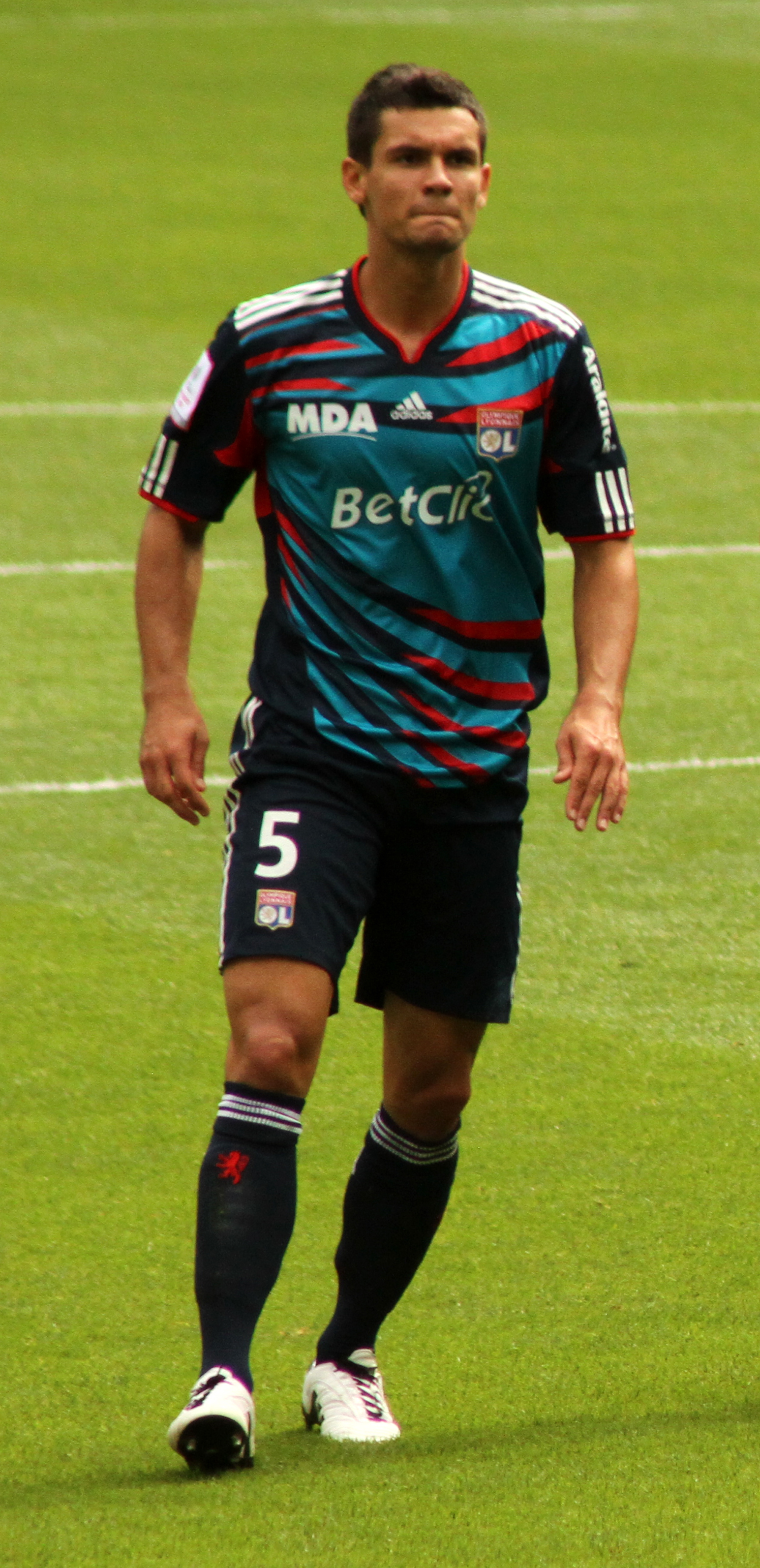
Dejan Lovren (verdediger)
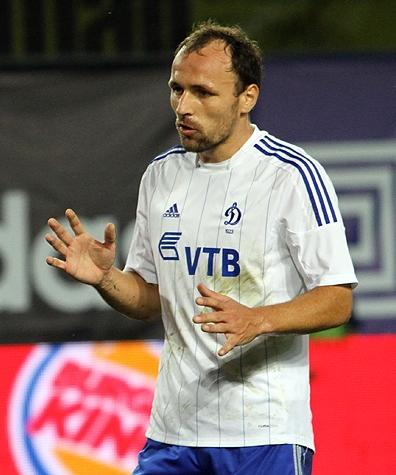
Gordon Schildenfeld (verdediger)
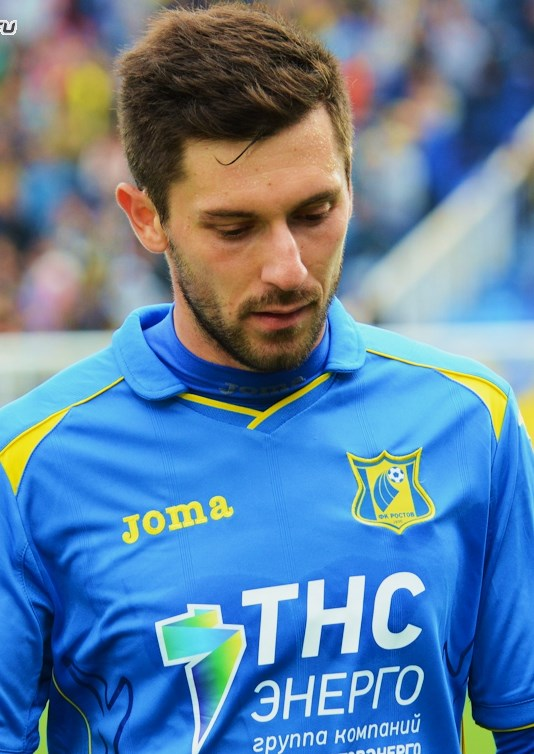
Hrvoje Milić (verdediger)
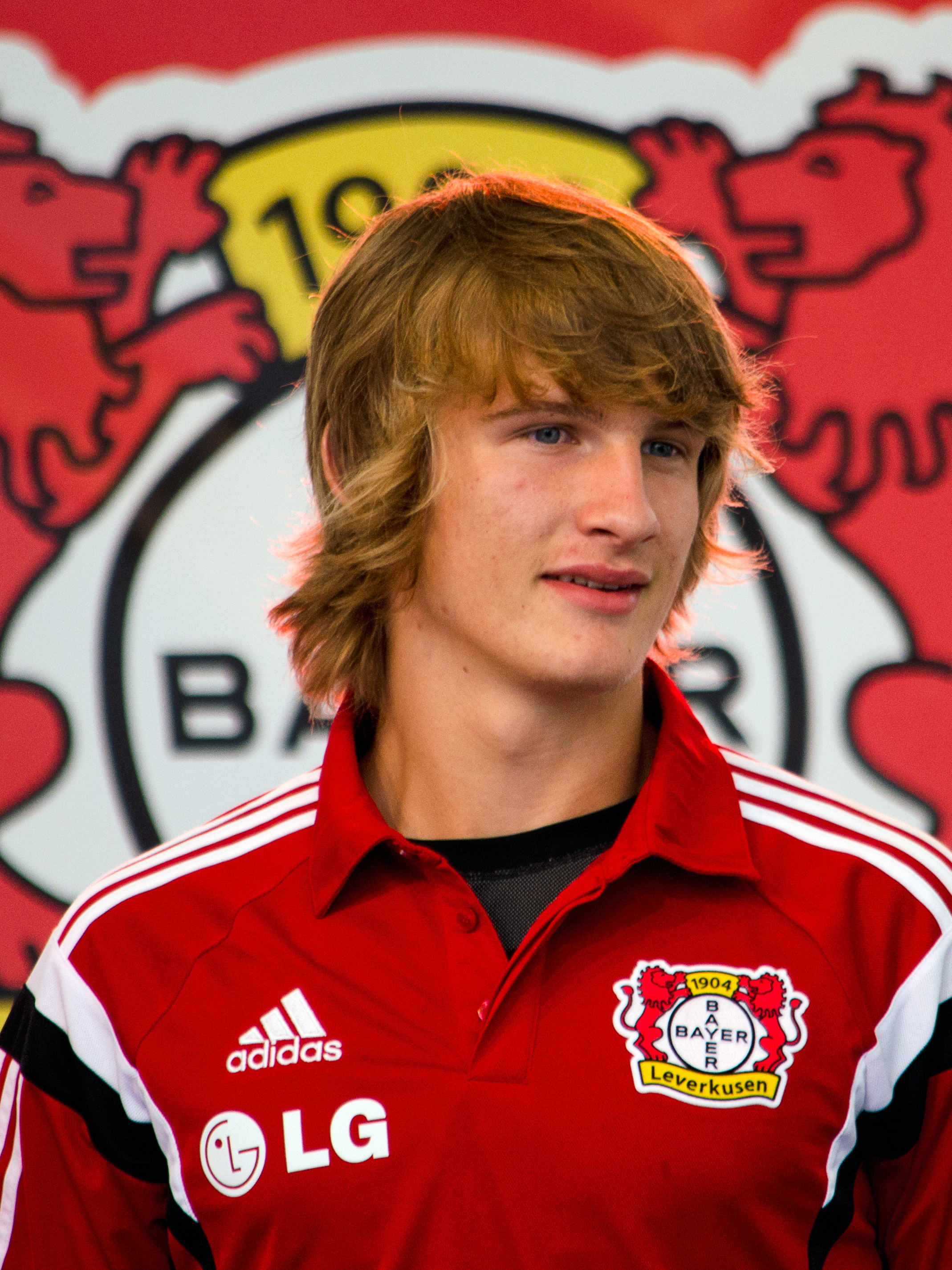
Tin Jedvaj (verdediger)
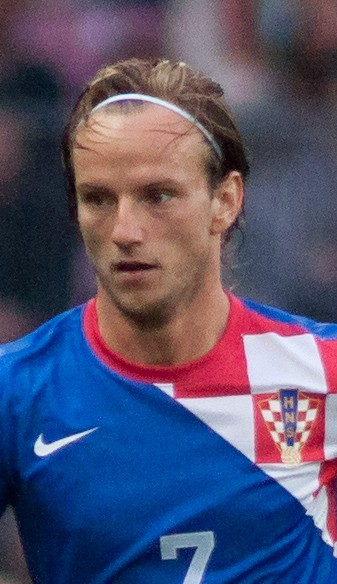
Ivan Rakitić (middenvelder)
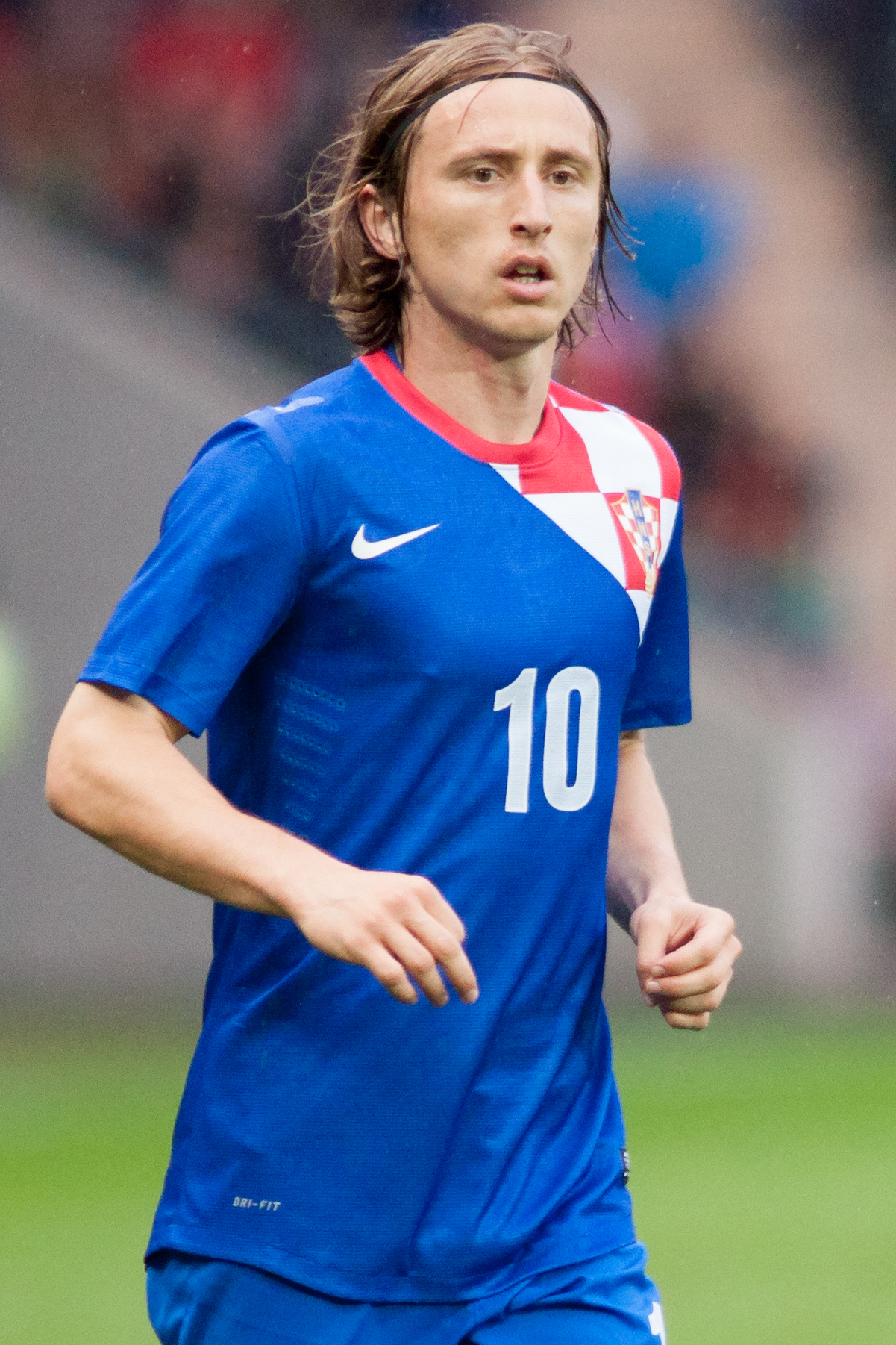
Luka Modrić (middenvelder)
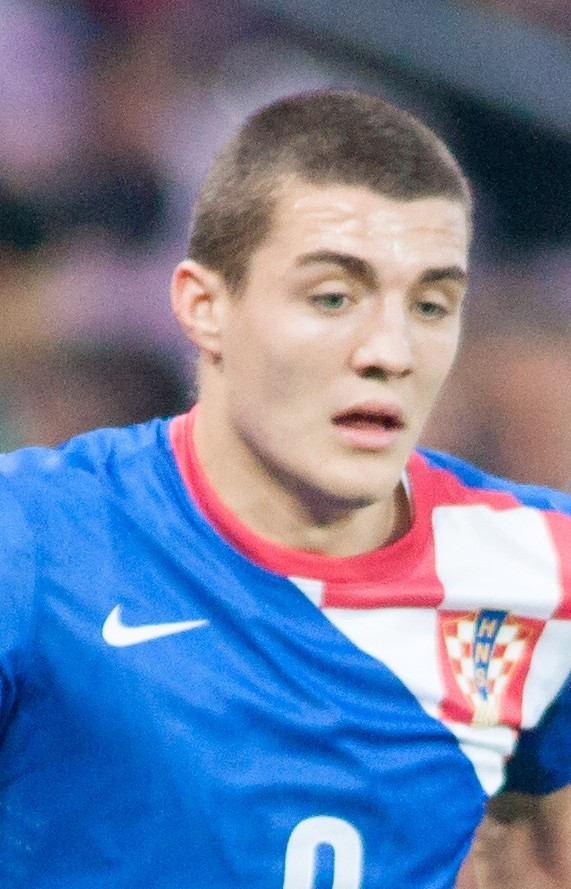
Mateo Kovačić (middenvelder)
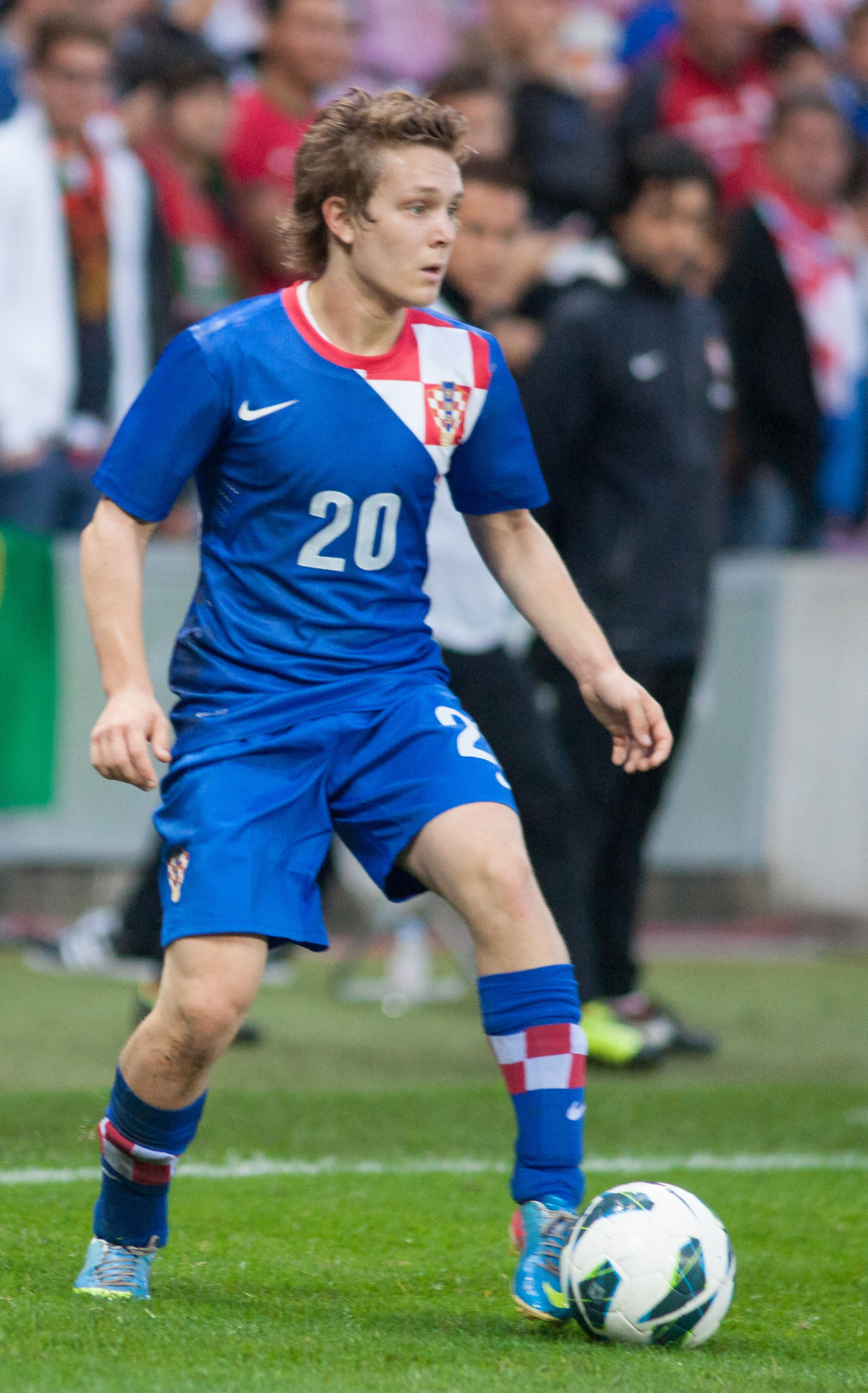
Alen Halilović (middenvelder)
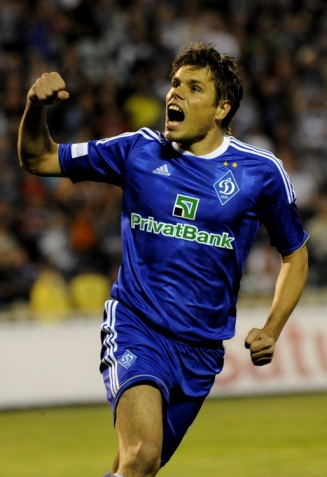
Ognjen Vukojević (middenvelder)
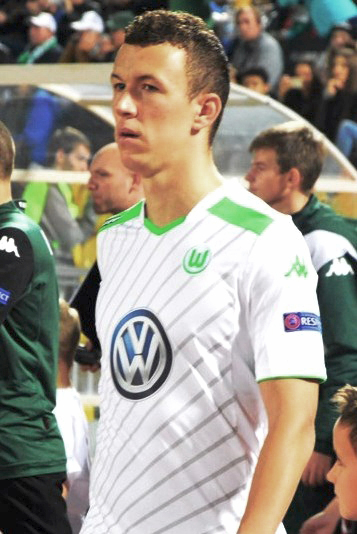
Ivan Perišić (aanvaller)
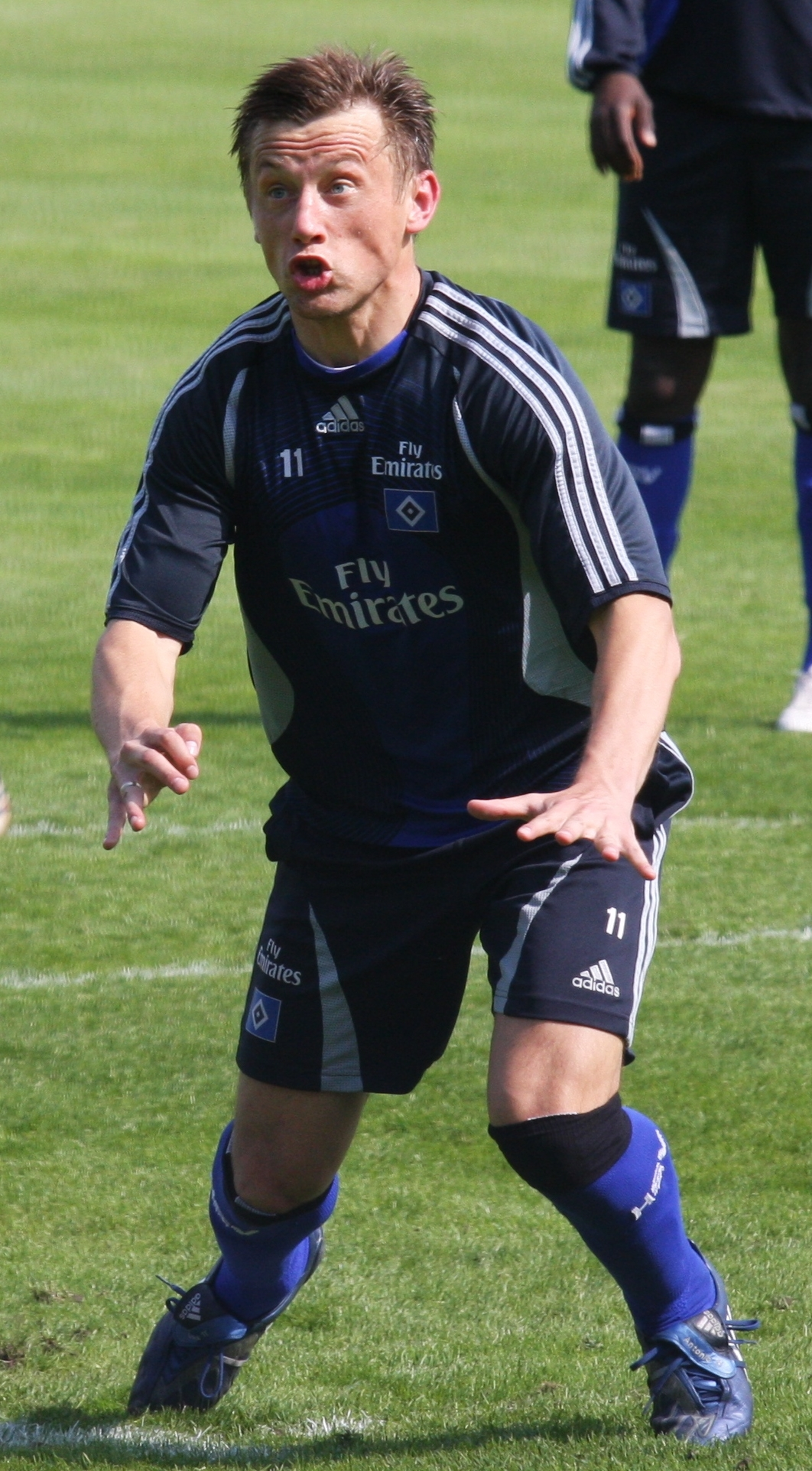
Ivica Olić (aanvaller)
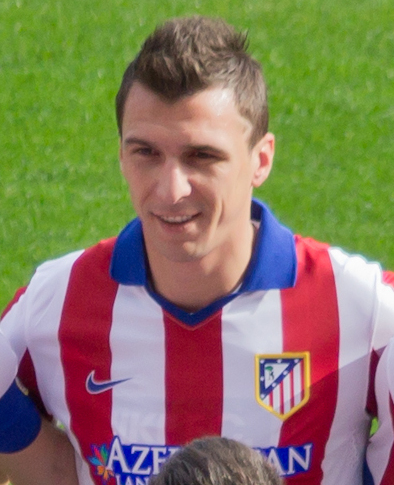
Mario Mandžukić (aanvaller)
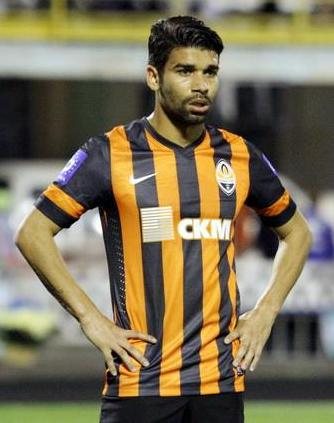
Eduardo da Silva (aanvaller)